# Caveira Vermelha
O Caveira Vermelha (Red Skull em Inglês) é um supervilão das histórias em quadrinhos americans da Marvel Comics, criado por Joe Simon, Jack Kirby, e France Herron, publicado pela primeira vez em Captain America Comics #7 (outubro de 1941), publicada pela Timely Comics, antecessora da Marvel Comics. Seu maior inimigo é o Capitão América. No Brasil já foi chamado simplesmente de Caveira (revistas da EBAL e na dublagem do desenho de 1966) e de Crânio Vermelho (revistas da Bloch). Na Era moderna apareceu pela primeira vez na revista Tales of Suspense #66, e como o agente nazista John Maxon em Tales of Suspense #65
O personagem foi adaptado em  outras mídias, incluindo séries de desenho animado, videogames, e filmes live-action. Ele foi retratado pelo ator Scott Paulin no filme Captain America (1990) por Hugo Weaving no filme Captain America: The First Avenger (2011) e por Ross Marquand no filme Avengers: Infinity War (2018).

## Biografia
Johann Schmidt é filho de um camponês analfabeto e bêbado. Sua mãe morreu ao lhe dar a luz e seu pai, que tentou afogá-lo por causa disso em uma bacia e foi contido pelo obstetra, logo em seguida suicídou-se.
Schmidt fugiu aos sete anos do orfanato onde foi criado, cresceu nas ruas da Alemanha, sendo preso várias vezes por pequenos crimes.

## Segunda Guerra Mundial
Hitler encontrou Schmidt quando ele trabalhava como camareiro em um hotel no qual o líder nazista se hospedou. Hitler o treinou pessoalmente, oferecendo ao final do processo uma máscara vermelha no formato de um crânio e o nome que carrega até hoje (símbolo da supremacia nazista).
Sua reputação era tão grande que chegou a assustar seu próprio criador.
Nos EUA, ele conhece o Capitão América e se torna seu principal adversário.
No final da guerra, Capitão América localizou sua casamata oculta, e, durante a batalha que se seguiu, o vilão fica preso em um desabamento, sendo atingido por uma mistura de gases vazados da parede, ficando preservado em animação suspensa, dando-lhe algumas capacidades sobre-humanas.

## Anos 50
Depois da guerra, surgiu um imitador do Caveira chamado Albert Malik. Ele mantinha uma base de operações que ficava na Argélia e trabalhava para os comunistas soviéticos. Enfrentou Capitão América IV e foi responsável pela morte dos pais de Peter Parker (o Homem-Aranha).
Posteriormente, Malik fugiu da cadeia, mas foi morto logo após a fuga pelo Carrasco do Submundo, o manto do Caveira Vermelha original que, nessa época, usava um corpo clonado de Steve Rogers.

## Era moderna
Vinte anos depois do fim da II Guerra Mundial, os robôs Hibernantes (em inglês Sleepers), programados pelo Caveira, iniciaram um ataque aos Estados Unidos. Originalmente, eram 3 (três) que depois se juntaram formando um único artefato explosivo. Foram detidos pelo Capitão América. Haveria outros Hibernantes, como o surgido quando o Rei do Crime foi enganado por seu filho e inimigo Richard Fisk. Ele havia se debandado para o lado da Hidra, assumindo o controle de uma das divisões da organização nos Estados Unidos. Quando o Rei do Crime descobriu, aliou-se ao Capitão América para derrotá-lo.
O Caveira Vermelha despertou na Era Moderna, logo após o ataque dos Hibernantes originais. Se auto proclamou o herdeiro da vilania de Hitler e continuou com seus planos nazistas, sendo sempre confrontado pelo Capitão América.
Numa das primeiras batalhas entre os dois, o vilão faz uso do cubo cósmico, objeto que materializa os desejos de seu possuidor inventado pela I.M.A. (mais tarde descobriu-se tratar-se de um alienígena que passou a ser chamado de Kubik). No segundo ataque usando o cubo, trocou de corpo com o Capitão e foi jogado numa ilha onde estavam prisioneiros um grupo de criminosos de guerra (chamado de Os Exilados), inimigos do Caveira. Nessa ilha, o Capitão conheceu Sam Wilson, que o ajudaria adotando a identidade do Falcão. Mais tarde, descobriu-se que o Falcão era manipulado pelo Caveira Vermelha para ser usado como arma contra o Capitão. Mas essa história foi desconsiderada da cronologia da
Editora Abril, sendo conhecida no Brasil apenas a versão publicada pela Editora Bloch.
Em outra luta, o vilão ficou exposto ao seu próprio "pó da morte", sobrevive mas fica com o rosto desfigurado pra sempre.
Muda sua filosofia para a Anarquia, considerando o nazismo ultrapassado. Porém, sempre visando um mundo nazista à sua imagem.
O Caveira Vermelha é odiado pelos vilões americanos, só conseguindo utilizá-los quando permanece em segredo. Essa postura foi amenizada um pouco quando o Caveira Vermelha se associou aos vilões Marvel na série Atos de Vingança. Porém, quando essa aliança vilanesca acabou, um de seus membros, Magneto, o mutante mestre do magnetismo invade seu quartel general para lhe perguntar se ele era mesmo o Caveira Vermelha que havia trabalhado pra Hitler na Segunda Guerra.
Ele diz que sim, apesar de estar em seu segundo corpo.E Magneto diz que foi vítima da opressão nazista,e ,embora ele não seja responsável direto ele serviu aqueles bárbaros.Ele tenta fugir mas Magneto o prende á vários metros de profundidade, largando-o para morrer.Ele é achado por seus asseclas em estado crítico mas sobrevive.
Nos anos 90, descobriu-se que tinha uma filha, tão maligna como o pai a quem ajudava sob o nome de Madre Superiora. Nessa época, o Caveira se associou a vários asseclas, que depois se juntaram formando a Gangue do Esqueleto: Mecanus, Asa Negra e Halloween, liderados pelo principal deles: o Ossos Cruzados. Também participou de um crossover Marvel Comics x DC Comics, aparecendo como aliado do Coringa e enfrentando o Batman e o Capitão América.

## Guerra Civil
Ele é responsável no final pela morte do seu maior inimigo, mandando Ossos Cruzados atirar no Capitão América no dia de seu julgamento. Ele planejava tomar posse do corpo de seu inimigo, mas Sharon Carter impede acreditando que o matou.

## Reinado Sombrio
Na saga Capitão América: Renascido, o Caveira (com sua mente dentro de um andróide feito por Arnim Zola)faz um trato com Norman Osborn, e com o auxílio do Dr. Destino, ele tenta tomar conta outra vez do corpo do Capitão América,que está com sua mente deslocado do tempo,dando a impressão que está morto. É impedido por Bucky, Sharon Carter e os Vingadores. Acaba sendo explodido em seu corpo de andróide, e dado como morto. Sua filha acaba sendo pega na explosão, e fica com o rosto queimado lembrando uma versão feminina de seu pai.

## Poderes e habilidades
O Caveira Vermelha possui praticamente as mesmas capacidades do Capitão América, tanto em seu primeiro corpo, afetado pelos gases experimentais quanto ao seu corpo clonado de Steve Rogers. Entre elas estão:
- Força sobre-humana
- Agilidade sobre-humana
- Reflexos apurados
- Resistência sobre-humana
- Imunidade Fisiológica
- Intelecto Genial

## Em outras mídias

Hugo Weaving como Caveira Vermelha.

### Filmes
- Em 1990 foi lançado um filme com o título Captain America, estrelando Scott Paulin no papel do vilão.

#### Universo Cinematográfico Marvel
- Em 2011, o personagem foi interpretado por Hugo Weaving, no filme Capitão América: O Primeiro Vingador[2] integrando o UCM. A máscara utilizada pelo ator foi feita de silicone e desenvolvida pelo designer prostético David White. Todo o processo de maquiagem levou até três horas. O uniforme foi desenvolvido pela figurinista Anna Sheppard.[3] Nesta adaptação, ele é o chefe da Hidra, que serviu como a divisão de ciências profundas dos nazistas. Schmitt ordenou que o Dr. Erskine usasse a fórmula experimental do soro do supersoldado nele. A fórmula inacabada o fortaleceu fisicamente, mas também o deformara permanentemente. Ele foi exilado por Adolf Hitler, que lhe deu seu apelido de "Caveira Vermelha". Caveira Vermelha lidera uma incursão na Noruega, onde ele recupera o Tesseract, um artefato que pertenceu ao deus nórdico Odin, que contém uma Joia do Infinito, e tem seu cientista-chefe Arnim Zola desenvolvendo armas avançadas alimentadas pelo dispositivo. Em última análise, desiludido com os nazistas, Caveira Vermelha se afasta do regime nazista e estabelece a Hidra como sua própria força contra os Aliados e o Eixo com aspirações de domínio mundial. O Capitão América lidera a luta contra a HIDRA, forçando o grupo a se retirar para sua base final nos Alpes. O Caveira Vermelha lança seu plano para destruir todas as grandes capitais do planeta, começando por Nova York. Ele é derrotado pelo Capitão América a bordo de seu avião, o Valquíria. Ao tocar no Tesseract, presume-se que ele tenha sido destruído.
- Ross Marquand retrata o personagem no filme Avengers: Infinity War (2018). Após os eventos de The First Avenger, o Caveira Vermelha é revelado ter sido transportado para o planeta Vormir, onde ele é amaldiçoado para servir como um guia fantasmagórico para aqueles que procuram a Joia da Alma. Caveira Vermelha leva Thanos e Gamora para o abismo próximo e revela que Thanos deve sacrificar alguém que o Titã ama pela Joia do Infinito, enquanto espera enquanto Gamora é jogada em lágrimas do penhasco para a morte. Devido ao amor de ninguém, mas a si mesmo, Caveira Vermelha foi incapaz de reivindicar a Joia do Infinito. Os diretores Joe e Anthony Russo afirmaram que, depois de Thanos reivindicar a Joia da Alma, o Caveira Vermelha é liberada de sua maldição e permitido deixar Vormir e perseguir seu próprio desejo pelas Joias do Infinito.[4]

### Desenhos Animados
- Caveira Vermelha aparece na série de 1994, Homem Aranha: A Série Animada, onde ele apareceu como um dos principais antagonistas da 5° temporada, no arco "Os Seis Guerreiros Esquecidos". Neste arco, ele lutou contra o Capitão América (o seu principal inimigo), o Homem Aranha e os 6 guerreiros esquecidos e até mesmo o Sexteto Sinistro. Com a ajuda dos seus dois filhos: o Camaleão e o Electro, ele planejava destruir os seus inimigos e dominar o mundo. Caveira Vermelha reapareceu no arco Guerras Secretas, onde ele foi um dos vilões selecionados para lutar contra o Homem Aranha e a sua equipe.
- Ele aparece em Esquadrão de Heróis nos episódios: "A Ira do Caveira Vermelha" e "Bruxa entre o Mundo da Guerra", onde ele apareceu como o principal antagonista destes episódios da primeira e da segunda temporada da série Esquadrão de Heróis. Dublado por Mark Hamill.
- Caveira Vermelha apareceu em Os Vingadores: Os Super Heróis Mais Poderosos da Terra, com a voz de Steven Blum. Ele apareceu na primeira temporada, no episódio "Conheça o Capitão América", onde ele foi impedido pelo Capitão América e pelo Bucky. Ele retornou como um grande antagonista na segunda temporada da série nos episódios: "Pesadelo Vermelho", "Código Vermelho" e o "Soldado Invernal".
- Caveira Vermelha aparece em Vingadores Unidos, com a voz de Liam O´Brien. Ele apareceu como o principal antagonista da primeira temporada, e o ex-líder da Cabala. Ele apareceu nos episódios de estreia da primeira temporada, chamados: "O Protocolo dos Vingadores", Partes 1 e 2, onde ele formou uma aliança com M.O.D.O.K para sequestrar o Capitão América e fazer uma troca de mentes. Após os Vingadores terem se reunindo, eles foram derrotados e então o Caveira decidiu formar um grupo com os maiores super-vilões da terra (No Caso o Doutor Destino, o Attuma e o Drácula) para acabar com os Vingadores e dominar o mundo. No meio da primeira temporada, ele recruta Hyperion para se aliar a equipe e destruir os Vingadores. Mais tarde, eles foram atrás do Doutor Destino em busca de vingança, por causa de ele não ter aceitado o seu convite e também por ser uma ameaça a eles e ao mundo. No episódio 21 da Temporada, eles foram atrás do Tesseract e o obtiveram com sucesso, por causa do fracasso do Tony Stark (Homem de Ferro). Ele e a Cabala começaram os seus planos finais nos episódios: "Partida" e "O Último Confronto" da primeira temporada, onde o Caveira Vermelha decide usar o Tesseract para destruir a Cabala e os Vingadores. No episódio: "O Último Confronto", ele usou o Tesseract para destruir os Vingadores usando os portais dimensionais para estar em todos os lugares, no final do episódio, ele foi derrotado pelos Vingadores e pela Cabala e foi jogado para um portal que o levou para o espaço, onde estava o seu mestre titã chamado Thanos, a quem o Caveira deu Tesseract. Ele retornou para a terra na estréia da segunda temporada, onde ele fugiu do Thanos com a joia do poder e pediu proteção aos Vingadores. Ele também apareceu no episódio "A Idade de Tony Stark", onde ele usou a jóia do tempo para sair da prisão e se vingar de Tony e do Capitão. E no episódio "O Novo Cara" ele fez uma aliança temporária com Dormammu, para ganhar novos poderes para construir um campo de força mágico impenetrável, para se proteger do Thanos que iria retornar a terra. Mais o Homem Formiga usou o Fing Fang Foom para derrotá-lo.
- Caveira aparece no episódio "Dias de um Futuro Esmagador - Parte 4: Os Anos da Hidra" da segunda temporada de Hulk e os Agentes de SMASH. O Líder deu a ele o poder gama para dominar o mundo e destruir o Capitão América e o Hulk. No presente, o Líder estava drenando a energia dele para a sua arma suprema. No entanto, os Hulks e o Capitão América (Jovem e Velho) se uniram para derrotar o Líder, a Hidra e o Hulk Caveira Vermelha .
- Caveira também aparece como um robô de treinamento dos Vingadores na estréia da terceira temporada da série Ultimate Spider-Man, no episódio "O Homem Aranha Vingador, Parte 1".
- Caveira Vermelha juntamente com o Chicote Negro, o Venom e o MODOK aparece como o principal antagonista no especial da quarta temporada de Phineas e Ferb: Missão Marvel.
- Ele também aparece como um dos dois principais vilões (ao lado do Treinador) no filme de animação de 2014 Iron Man & Captain America: Heroes United.[5]
- Ele também aparece em Lego Marvel.